# N701i
FOMA N701i（フォーマ・エヌ なな まる いち アイ）は、NECによって開発された、NTTドコモの第三世代携帯電話 (FOMA) 端末製品である。

## 概要
N701iは若年女性をターゲットに見据え、デザインを重視して開発された。
突起や屈曲のない扁平なボディに仕立てられ、表面は抗菌加工が施されている。
カラーバリエーションはライトブルー×ブラウン・ホワイト×シルバー・オレンジ×ブラウン・ブラック×ブラックの四種類。
N700i と同様にディスプレイ背面は外装パネル「スタイルパネル」を差し替えることができる構造となっており、デザインをより個性的なものとすることができる。
2005年9月9日の端末販売開始に合わせ、専門Webサイト スタイルプラスmode を開設している。
N701iのデザインは一定の評価を受け、ボーダフォン日本法人（現・ソフトバンクモバイル）向け端末製品 Vodafone 802N とともにグッドデザイン賞（商品デザイン部門）を受賞した。
メインディスプレイには2.3インチ モバイルシャインビュー液晶 (QVGA+) を採用。
レシーバ横にテレビ電話用の11万画素CMOSカメラを装備する。
背面には装備されたカメラは松下電器産業が開発した映像素子 νMaicovicon イメージセンサを採用したもので、解像度も125万画素と、N700iの103万画素と比べ向上している。
このほか背面にはカメラ撮影時の照明用LEDライトと、モノクロSTN液晶のサブディスプレイを装備。
本体上端には赤外線通信ポートを、ボタン部分にはニューロポインターを装備している。

## 歴史
- 2005年6月23日: 技術基準適合証明 (TELEC) による審査を通過（証明記号: 	001XYAA1143）。
- 2005年7月11日: 電気通信端末機器審査協会 (JATE) による審査を通過（認定番号: A05-0273001）。
- 2005年8月2日: P701iD・D701i・N701i・SA700iS・DOLCE の開発が発表。
- 2005年9月9日: N701i 発売開始。
- 2006年3月10日: N701iのデザインそのままに、環境に配慮した素材を外装に用いた N701iECO が発売。